# Trädgårdstrupial
Trädgårdstrupial (Icterus spurius) är en fågel i familjen trupialer inom ordningen tättingar. Den häckar i östra Nordamerika och delar av Mexiko. Vintertid flyttar den till Centralamerika och nordligaste Sydamerika.

## Utseende och läten
Trädgårdstrupialen är en liten (15–17 cm) och slank Icterus-trupial med kort stjärt och kort spetsig näbb. Hanen är svart på huvud, strupe och ovansida, medan den är mörkt kastanjebrun på undersidan, övergumpen och mellersta täckarna. Resten av vingarna är svarta med vita kanter på vingpennorna och ett smalt vitt vingband. Honan är genomgående grönaktig med grått på rygg och vingar och två tydliga vita vingband. Unga hanar är lik honan men har svart på strupe och tygel.

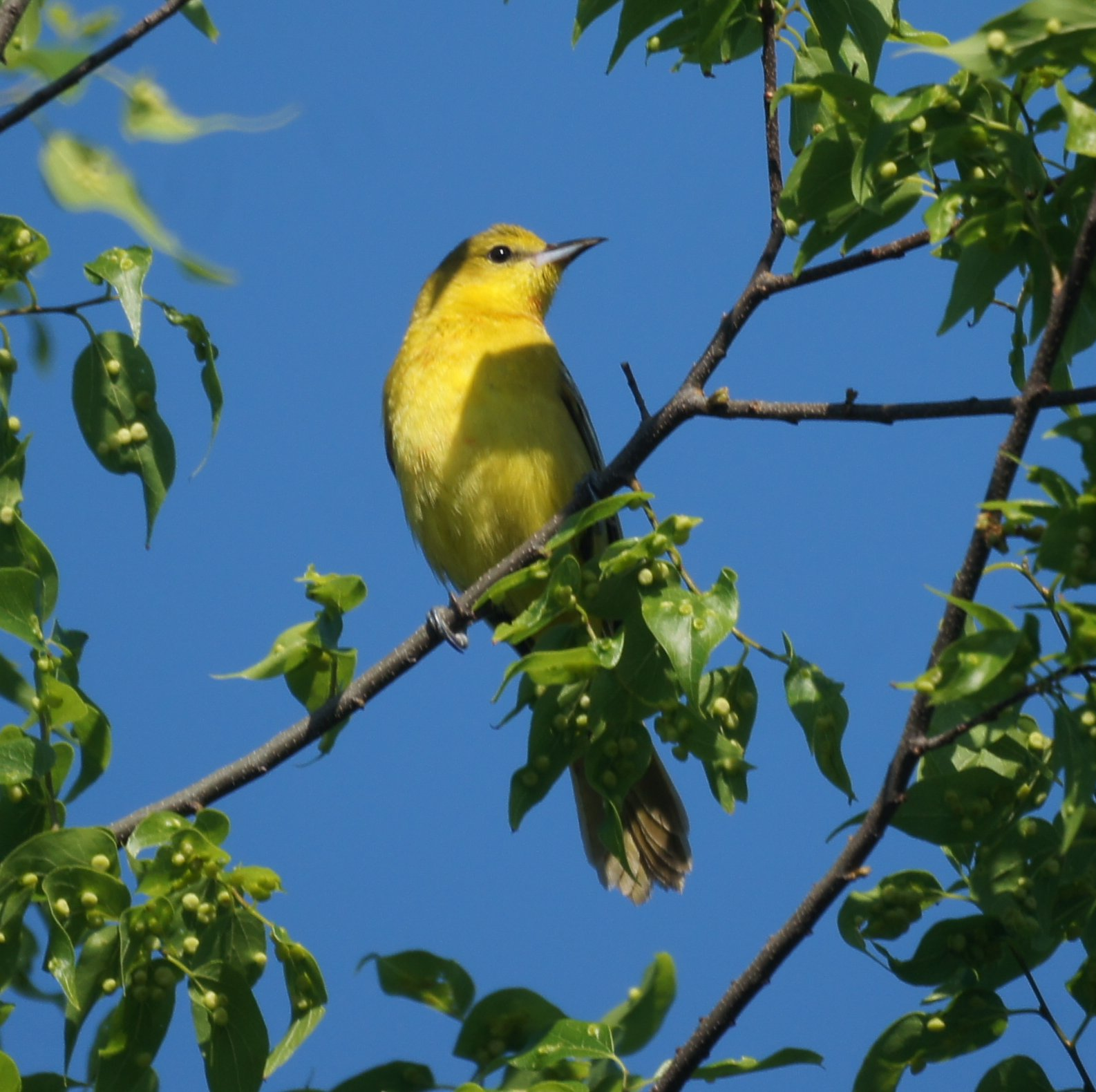
Hona.

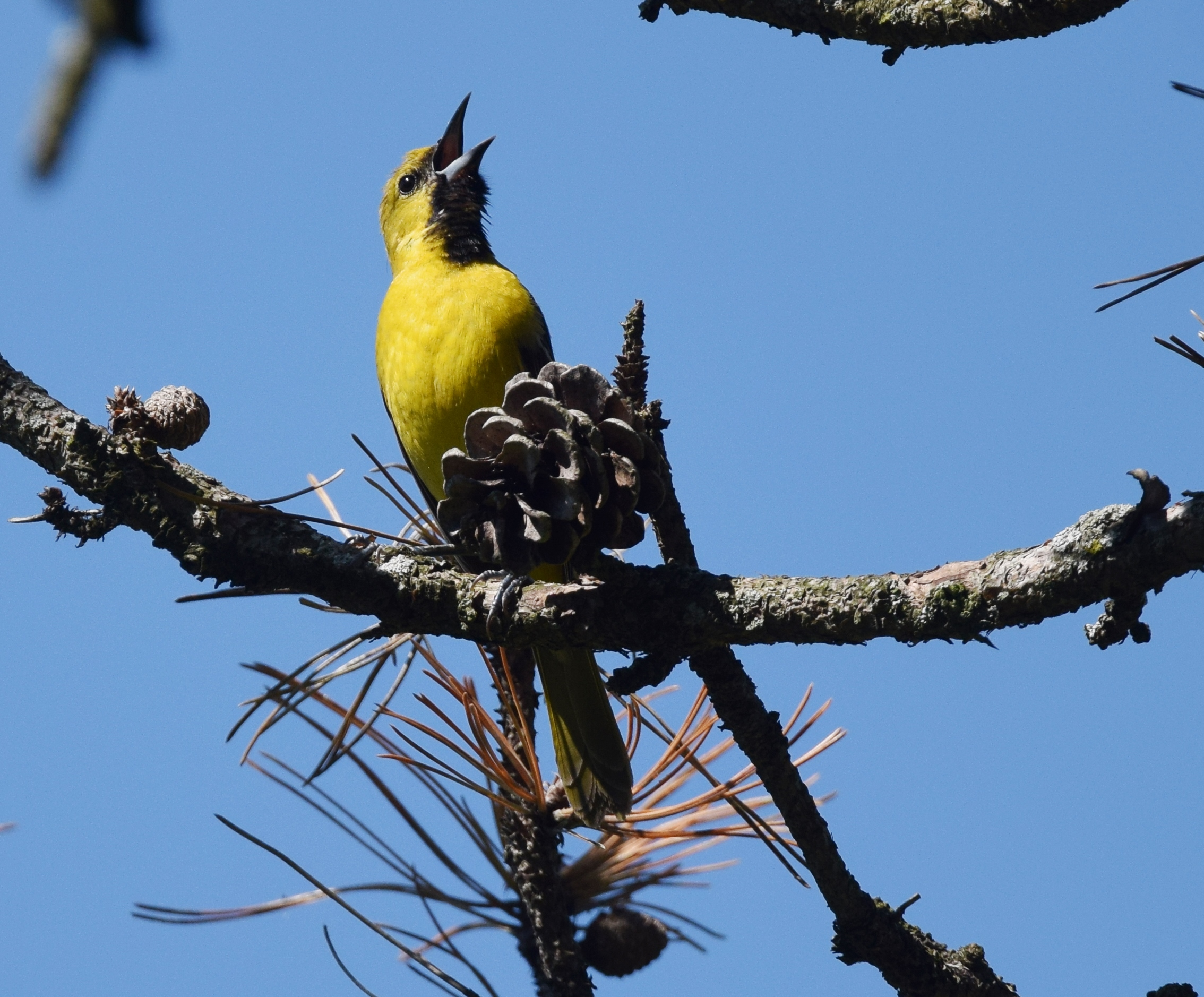
Ung hane.

Sången består av en fyllig och livlig ramsa med stora tonkliv, avslutad med ett tydligt "pli titi zheeeer". Bland lätena hörd låga och mjuka "chut" och i flykten visslande "yeeep".

## Utbredning och systematik
Trädgårdstrupialen delas vanligen in i två underarter. Nominatformen häckar i södra Kanada (södra delarna av Saskatchewan och Manitoba samt sydostligaste Ontario, i större delen av östra USA (från North Dakota och Maine, lokalt västerut till nordöstra Montana och Colorado) och söderut i Mexiko till Jalisco, Michoacán och Hidalgo. Vintertid flyttar den till ett stort område från södra Mexiko, genom Centralamerika till Colombia och nordvästligaste Venezuela. Underarten fuertesi förekommer utmed Mexikos karibiska kust från södra Tamaulipas till södra Veracruz. Vissa behandlar denna som en egen art, Icterus fuertesi, baserat på frånvaro av tecken på att hybridisering där deras utbredningsområden möts. Vidare skiljer de sig åt något morfologiskt, desto mer i läten.

## Levnadssätt
Trädgårdstrupialen hittas i öppet skogslandskap och undviker tät skog. Den ses enstaka eller i smågrupper på jakt efter insekter och dess larver, frukt och nektar. Fågeln häckar april–juni i södra USA, senare längre norrut med äggläggning så sent som i juni i Manitoba.

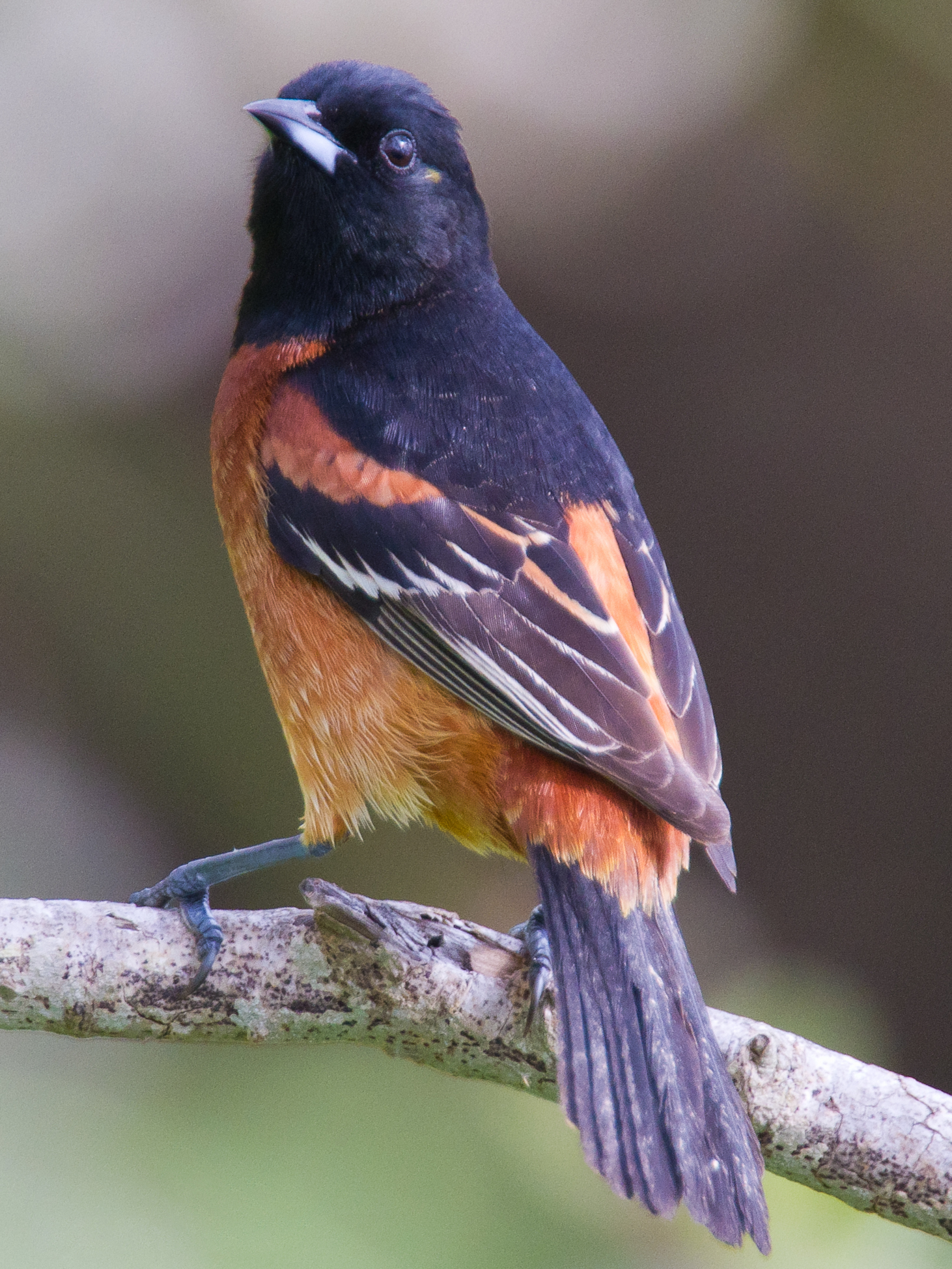

## Status och hot
Internationella naturvårdsunionen bedömer hotstatus för underarterna (eller arterna) var för sig, båda som livskraftiga.